# 盖勒克西亚斯混沌
盖勒克西亚斯混沌（Galaxias Chaos）是火星刻布壬尼亚区一处破碎的地貌区域，
其中心坐标为北纬34.1度、西经213.6度，该区域范围纵横约234.0公里，以古典反照率特征名命名，盖勒克西亚斯混沌可能是由富冰沉积物升华所导致。

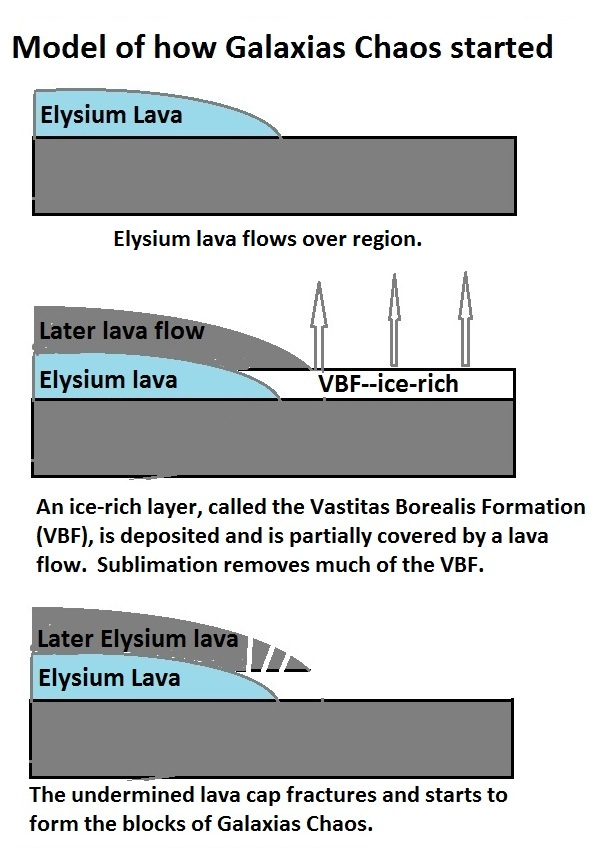
该系列图展示了另一种火星混沌地形形成的模型，就如佩德森和海德在2011提出的那样，升华量被增大以提高理解。点击图片可查看更多的细节。
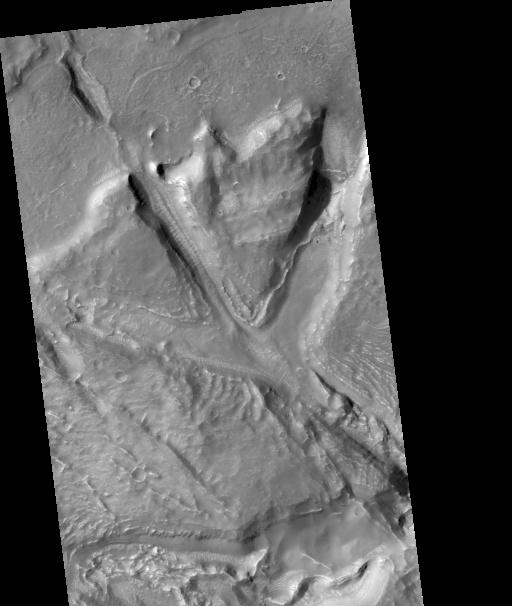
高分辨率成像科学设备显示的盖勒克西亚斯混沌。

## 另请查看
- 混沌地形
- 火星气候
- 火星地质
- 火星混沌地形区列表
- 火星混沌地形
- 溢出河道
- 火星水文